# Manifeste humaniste
 (juin 2017).
Manifeste humaniste est le titre de trois manifestes portant sur la vision du monde humaniste. 